# Subdivisions du Cap-Vert
| Sotavento                     | Barlavento                  |
| ----------------------------- | --------------------------- |
| 1. Tarrafal                   | 15. Boavista                |
| 2. São Miguel                 | 16. Sal                     |
| 3. São Salvador do Mundo      | 17. Ribeira Brava           |
| 4. Santa Cruz                 | 18. Tarrafal de São Nicolau |
| 5. São Domingos               | 19. São Vicente             |
| 6. Praia                      | 20. Porto Novo              |
| 7. Ribeira Grande de Santiago | 21. Ribeira Grande          |
| 8. São Lourenço dos Órgãos    | 22. Paul                    |
| 9. Santa Catarina             |                             |
| 10. Brava                     |                             |
| 11. São Filipe                |                             |
| 12. Santa Catarina do Fogo    |                             |
| 13. Mosteiros                 |                             |
| 14. Maio                      |                             |

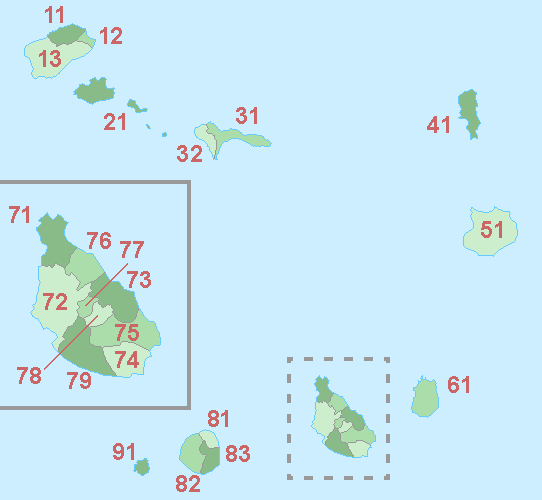

Cet article liste les subdivisions administratives du Cap-Vert.
Depuis 2005, le Cap-Vert est divisé en 22 municipalités (concelhos) et 32 « paroisses » (freguesias),.

## Divisions administratives desîles de Sotavento
| Île                | Municipalités              | Freguesias                 |
| ------------------ | -------------------------- | -------------------------- |
| Maio (269 km²)     | Maio                       | Nossa Senhora da Luz       |
| Santiago (991 km²) | Praia                      | Nossa Senhora da Graça     |
| Santiago (991 km²) | São Domingos               | Nossa Senhora da Luz       |
| Santiago (991 km²) | São Domingos               | São Nicolau Tolentino      |
| Santiago (991 km²) | Santa Catarina             | Santa Catarina             |
| Santiago (991 km²) | São Salvador do Mundo      | São Salvador do Mundo      |
| Santiago (991 km²) | Santa Cruz                 | Santiago Maior             |
| Santiago (991 km²) | São Lourenço dos Órgãos    | São Lourenço dos Órgãos    |
| Santiago (991 km²) | Ribeira Grande de Santiago | Santíssimo Nome de Jesus   |
| Santiago (991 km²) | Ribeira Grande de Santiago | São João Baptista          |
| Santiago (991 km²) | São Miguel                 | São Miguel Arcanjo         |
| Santiago (991 km²) | Tarrafal                   | Santo Amaro Abade          |
| Fogo (476 km²)     | São Filipe                 | São Lourenço               |
| Fogo (476 km²)     | São Filipe                 | Nossa Senhora da Conceição |
| Fogo (476 km²)     | Santa Catarina do Fogo     | Santa Catarina do Fogo     |
| Fogo (476 km²)     | Mosteiros                  | Nossa Senhora da Ajuda     |
| Brava (67 km²)     | Brava                      | São João Baptista          |
| Brava (67 km²)     | Brava                      | Nossa Senhora do Monte     |
| Île                | Municipalités              | Freguesias                 |

## Divisions administratives desÎles de Barlavento
| Île                   | Municipalités           | Freguesias                  |
| --------------------- | ----------------------- | --------------------------- |
| Santo Antão (779 km²) | Ribeira Grande          | Nossa Senhora do Rosário    |
| Santo Antão (779 km²) | Ribeira Grande          | Nossa Senhora do Livramento |
| Santo Antão (779 km²) | Ribeira Grande          | Santo Crucifixo             |
| Santo Antão (779 km²) | Ribeira Grande          | São Pedro Apóstolo          |
| Santo Antão (779 km²) | Paul                    | Santo António das Pombas    |
| Santo Antão (779 km²) | Porto Novo              | São João Baptista           |
| Santo Antão (779 km²) | Porto Novo              | Santo André                 |
| São Vicente (227 km²) | São Vicente             | Nossa Senhora da Luz        |
| Santa Luzia (45 km²)  | São Vicente             | Nossa Senhora da Luz        |
| São Nicolau (388 km²) | Ribeira Brava           | Nossa Senhora da Lapa       |
| São Nicolau (388 km²) | Ribeira Brava           | Nossa Senhora do Rosário    |
| São Nicolau (388 km²) | Tarrafal de São Nicolau | São Francisco               |
| Sal (216 km²)         | Sal                     | Nossa Senhora das Dores     |
| Boa Vista (620 km²)   | Boa Vista               | Santa Isabel                |
| Boa Vista (620 km²)   | Boa Vista               | São João Baptista           |
| Île                   | Municipalités           | Freguesias                  |